# Phoroncidia bifrons
Phoroncidia bifrons är en spindelart som först beskrevs av Simon 1895.  Phoroncidia bifrons ingår i släktet Phoroncidia och familjen klotspindlar.
Artens utbredningsområde är Filippinerna. Inga underarter finns listade i Catalogue of Life.